# Antonius von Padua

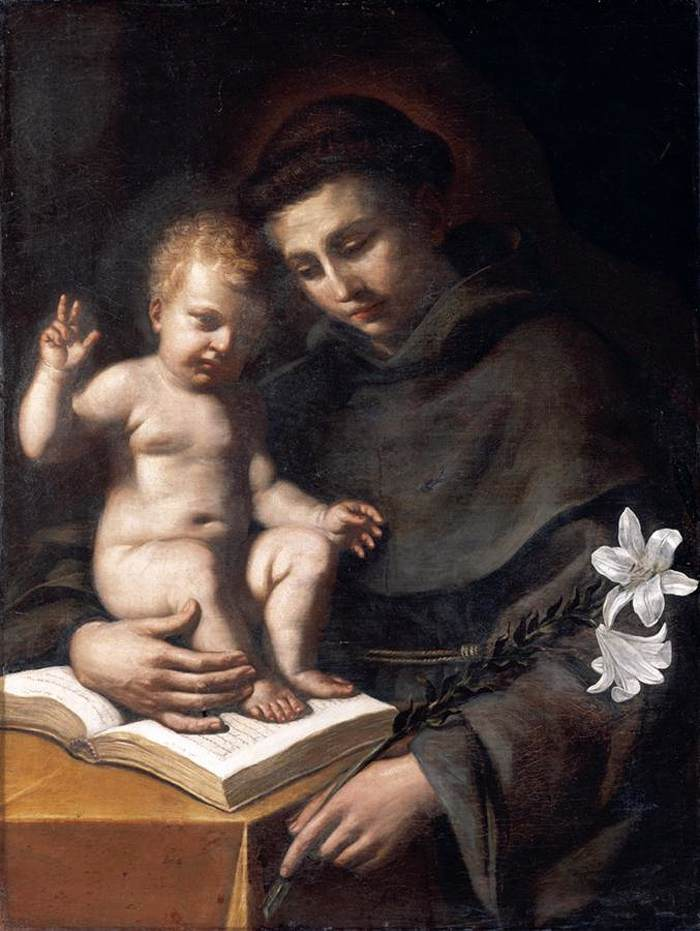
Der hl. Antonius mit dem Jesuskind, Gemälde von Guercino (1656)

Antonius von Padua (lateinisch Antonius Patavinus, Taufname Fernandus; * um 1195 (das Geburtsdatum ist unbekannt; traditionell wird der 15. August angegeben; als Geburtsjahr wird teils auch 1193, 1191 oder „um 1188“ angenommen) in Lissabon; † 13. Juni 1231 in Arcella bei Padua), zuweilen auch Antonius von Lissabon oder Antonius vom Kinde Jesu genannt, war ein portugiesischer Ordenspriester des Franziskanerordens. Er wird in der römisch-katholischen Kirche als Heiliger und Kirchenlehrer verehrt.

## Leben
Antonius entstammte einer portugiesischen Adelsfamilie. In der Forschung des 19. Jahrhunderts wurde gemutmaßt, seine Eltern seien Martin von Buglion (oder Bulhen) und Theresia von Tavera gewesen und er habe zwei Brüder und zwei Schwestern gehabt. Mit 15 Jahren wurde er Augustiner-Chorherr. Er studierte in Lissabon und Coimbra und empfing die Priesterweihe. 1220 trat er in den 1209 in Italien gegründeten Franziskanerorden über und erhielt als Ordensnamen den Namen des spätantiken Wüstenvaters Antonius Eremita, des Patrons der Kirche, an der die Franziskanergemeinschaft in Coimbra tätig war. Nach dem Vorbild der Anfang 1220 in Marrakesch hingerichteten Protomärtyrer des Franziskanerordens zog Antonius als Missionar nach Marokko, um ebenfalls das Martyrium zu suchen. Wegen einer Krankheit musste er Afrika wieder verlassen und wurde durch einen Sturm nach Sizilien verschlagen. Eine Zeitlang lebte er als Einsiedler bei Assisi und nahm 1221 am Generalkapitel der Franziskaner teil, wo er den Ordensgründer Franz von Assisi kennenlernte.
Antonius fiel durch seine außergewöhnliche Redebegabung auf. Er wurde im Herbst 1223 beauftragt, in der Romagna zu predigen, die zu dieser Zeit von politischen Unruhen erschüttert wurde und aus kirchlicher Sicht durch die Ausbreitung der vom katholischen Glauben abweichenden Glaubensrichtungen der Katharer und Waldenser bedroht war.
In einem an Antonius gerichteten Schriftstück, dessen Text überliefert ist und das wahrscheinlich um die Jahreswende 1223/1224 entstand, nannte Franziskus ihn anerkennend „meinen Bischof“ (Episcopo meo) und erlaubte ihm, den Brüdern theologische Vorlesungen zu halten, „wenn du nur nicht durch dieses Studium den Geist des Gebetes und der Hingabe auslöschest“.

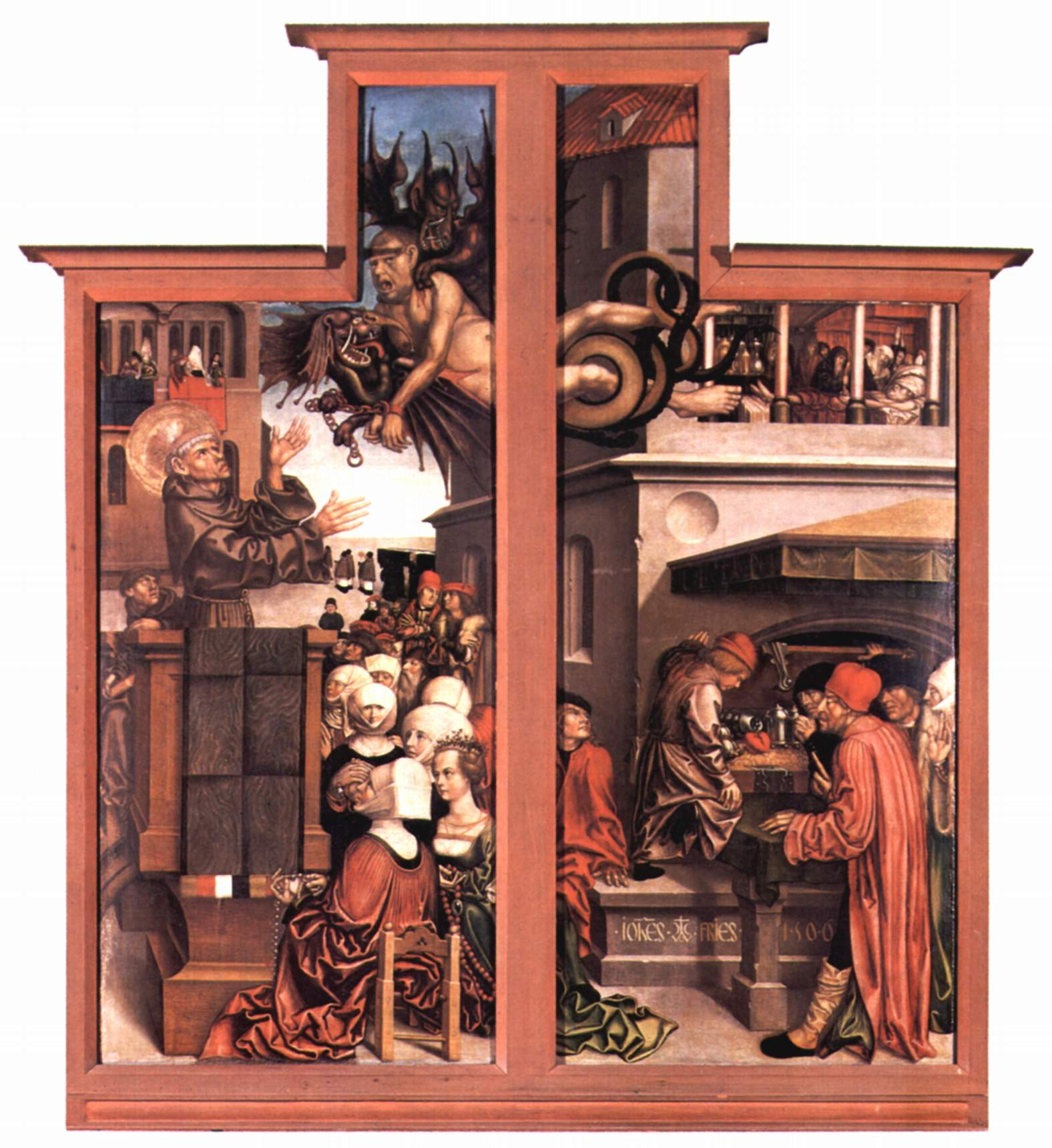
Hans Fries: Predigt des heiligen Antonius von Padua, 1506

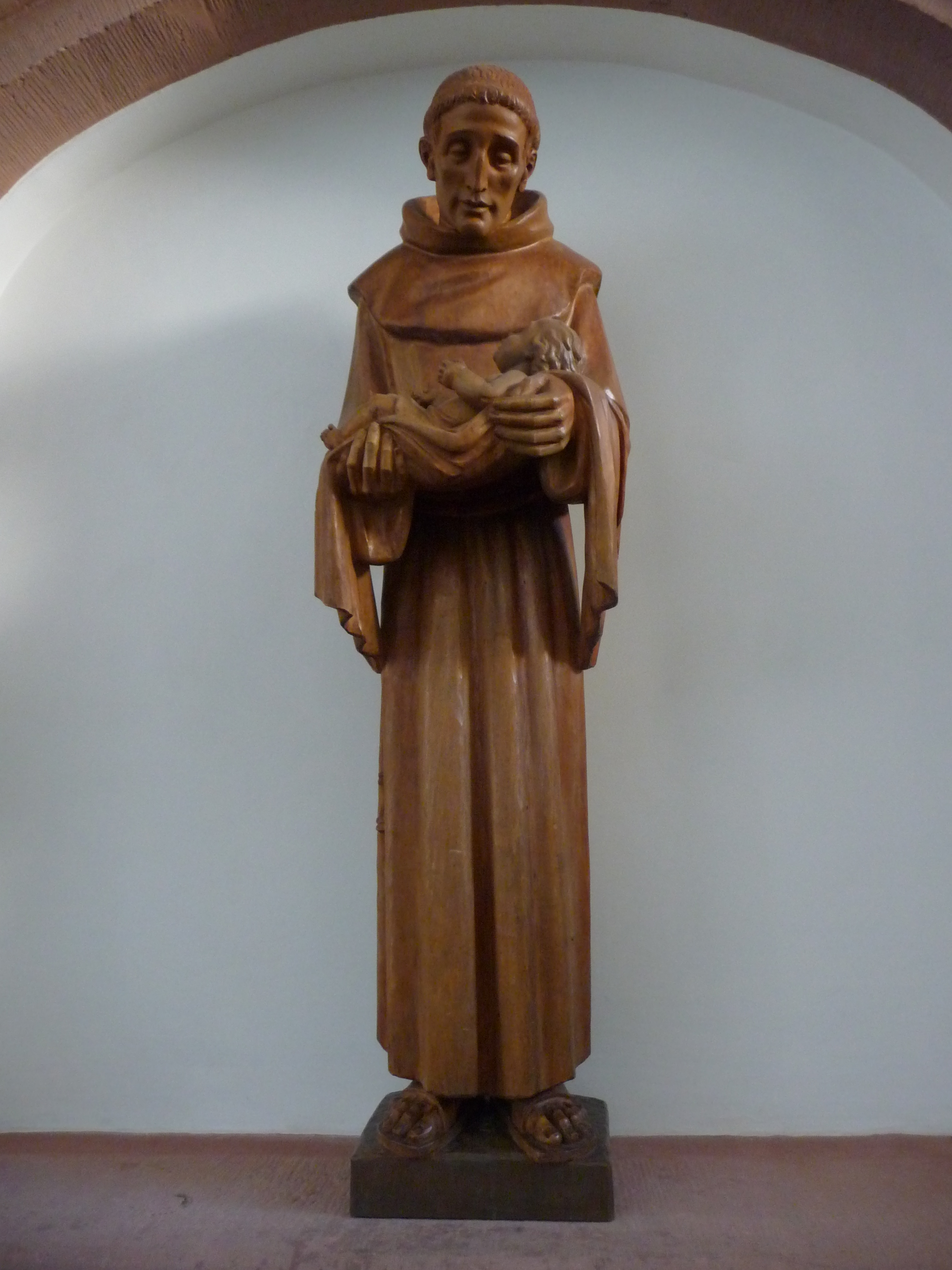
Skulptur in der Kirche St. Anna in Heidelberg

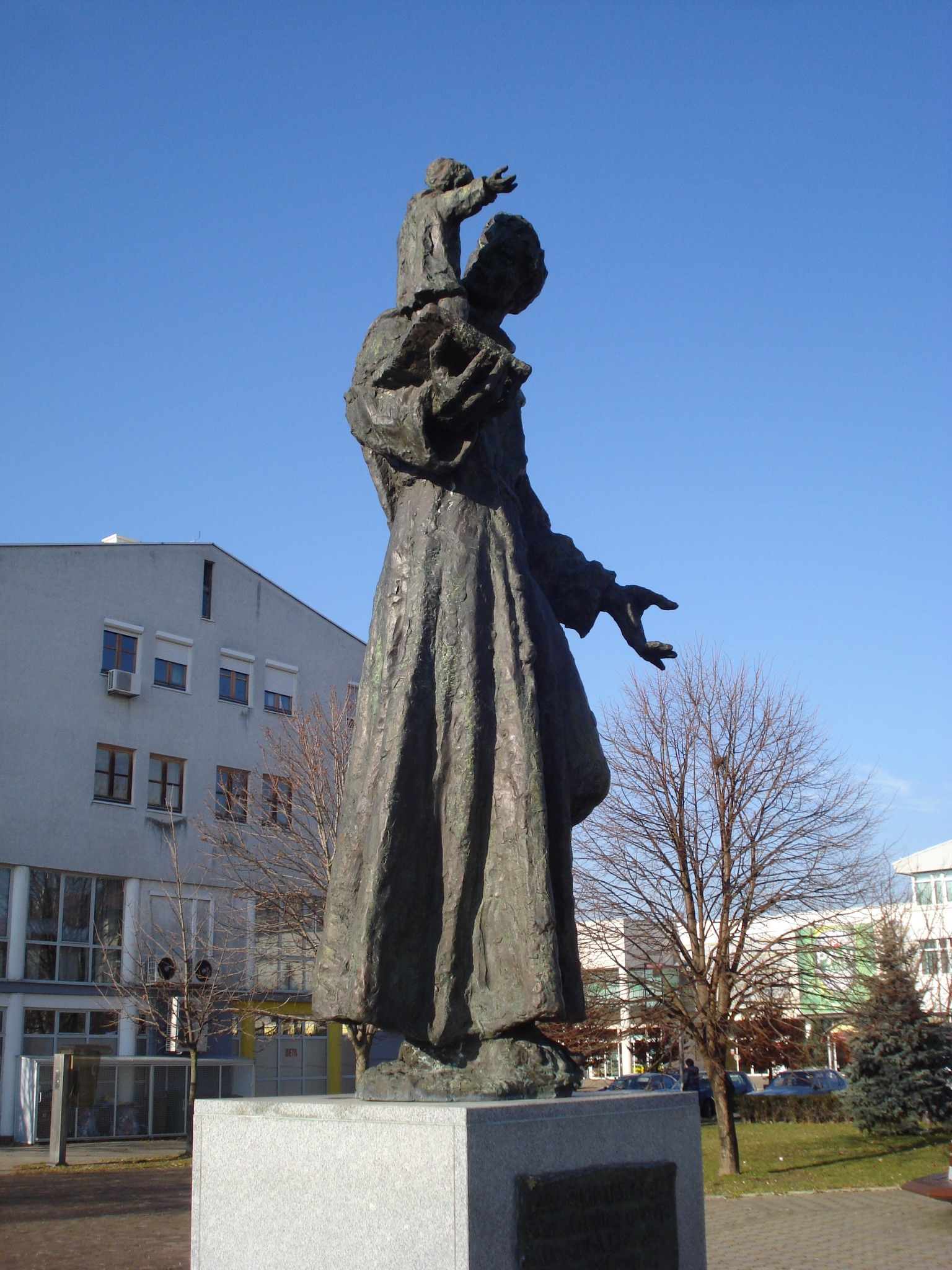
Skulptur in Čakovec (Kroatien)

Etwa ein Jahr lang hielt sich Antonius an der Universität Bologna auf, wo er als Lektor der Theologie für die Franziskaner tätig war, bevor er 1225 nach Südfrankreich zog, um auch dort den Albigensern zu predigen. Wohl um das Jahr 1227 kehrte er nach Oberitalien zurück, wo er als Ordensoberer, Studienleiter und Bußprediger wirkte. Er galt schon zu Lebzeiten als bedeutendster Prediger seiner Zeit.
Von seinen zahlreichen Aufgaben und Reisen erschöpft, zog er sich 1230 von seinen Ämtern zurück. Nach Ostern 1231 unternahm er noch einmal eine Predigtreise nach Padua und verbrachte die letzten Wochen seines Lebens in der Einsiedelei Camposampiero. Er starb am 13. Juni 1231 auf dem Rückweg in das nahe gelegene Padua.

## Werk
Von den zahlreichen Schriften, die ihm später zugeschrieben wurden, sieht die Forschung nur die Sermones („Predigten“) für authentisch an, die stichwortartige Entwürfe und Gedanken für Sonntags- und Festtagspredigten enthalten. Je nach Zählung ergeben sich zwischen 70 und 250 Predigten, die nicht vollständig ausformuliert sind, sondern als Skizzen vorliegen. Neben der Verwendung als Predigthilfe könnte er seine Aufzeichnungen auch im Theologieunterricht eingesetzt haben.
Bei seinen Predigten bediente er sich allegorischer Wortausdeutungen und anschaulicher Bilder aus der Natur und der lebensweltlichen Umwelt als „Aufhänger“, um die Glaubensinhalte und Bibelstellen sinnfällig zu erklären und die Zuhörer zu fesseln. Im Vorwort zu seiner Predigtsammlung schrieb er zu dieser Methode:

„Unsere Zeit ist durch das hohle Wissen ihrer Leser und Zuhörer so weit gekommen, dass sie des Lesens überdrüssig wird und nur ungern zuhört, wenn sie nicht gewählte, wohlüberlegte und modern klingende Worte liest oder hört. Darum habe ich [...] gewisse naturwissenschaftliche Erörterungen über Dinge und Tiere und Namenserklärungen auf das sittliche Leben gedeutet und in mein Werk aufgenommen.“

Bemerkenswert ist, dass das Kompendium keinerlei spezifische Argumentationen oder Polemiken gegen Ketzer enthält, sondern nur Erklärungen der christlichen Glaubenswahrheiten und allgemeine Mahnungen zur Vermeidung von Sünden. Dies steht in gewissem Kontrast zu den verbreiteten Legenden über Antonius, die ihn zumeist in Kontroversen mit Häretikern darstellen.

## Verehrung
Legendenbildung über Antonius begann bereits zu seinen Lebzeiten. Schon in frühen Quellen werden ihm zahlreiche Wunder nachgesagt, so etwa die den Fischen gehaltene Predigt nahe der Stadt Rimini: Da sein Versuch, den Stadtbewohnern eine Predigt gegen die Lehren der Katharer zu halten, fehlschlug, richtete der Heilige seine Worte am Ufer des Meeres an die Fische, die ihm der Überlieferung zufolge genauso andächtig zuhörten wie dem heiligen Franz von Assisi die Vögel.
Antonius wurde auf stürmisches Verlangen des Volkes bereits elf Monate nach seinem Tod am 30. Mai 1232 von Papst Gregor IX. heiliggesprochen, die bislang kürzeste Dauer eines Heiligsprechungsprozesses. Am 16. Januar 1946 wurde Antonius von Papst Pius XII. zum Kirchenlehrer erhoben.
Zu den ersten Schriftstellern, welche über das Leben des Antonius von Padua berichteten, gehört der Dominikaner Bartholomäus von Trient. In seiner zwischen 1240 und 1245 verfassten Schrift Liber epilogorum in gesta sanctorum über die Taten der Heiligen behauptet er, den Heiligen persönlich gekannt zu haben.
Die ursprünglich auf den Raum Padua und den Franziskanerorden beschränkte Verehrung breitete sich vor allem im 14. und 15. Jahrhundert aus und erreichte im 16. Jahrhundert ihren Höhepunkt. In nachmittelalterlicher Zeit verdrängte sie vor allem in Nordeuropa weitgehend die zuvor stark verbreitete Verehrung des hl. Antonius des Großen. Dabei kam es im Bereich der Volksfrömmigkeit häufig auch zu Übertragungen: So geht die Anrufung des hl. Antonius von Padua als Patron der Schweinehirten auf ein ikonographisches Attribut des hl. Antonius des Großen zurück, der zuweilen in Begleitung eines Schweins dargestellt wurde.
Über dem Grab des hl. Antonius in Padua erhebt sich die mächtige Basilica di Sant’Antonio, die viele Kunstschätze und Reliquien enthält. Diese Kirche ist seit Jahrhunderten Ziel vieler Pilger. Dort befindet sich unter anderen die Reliquie der Zunge des hl. Antonius, die bei der Erhebung der Reliquien des Heiligen im Jahre 1263 in Anwesenheit des später ebenfalls zum Kirchenlehrer erhobenen hl. Bonaventura unversehrt vorgefunden worden sein soll.

## Patronate

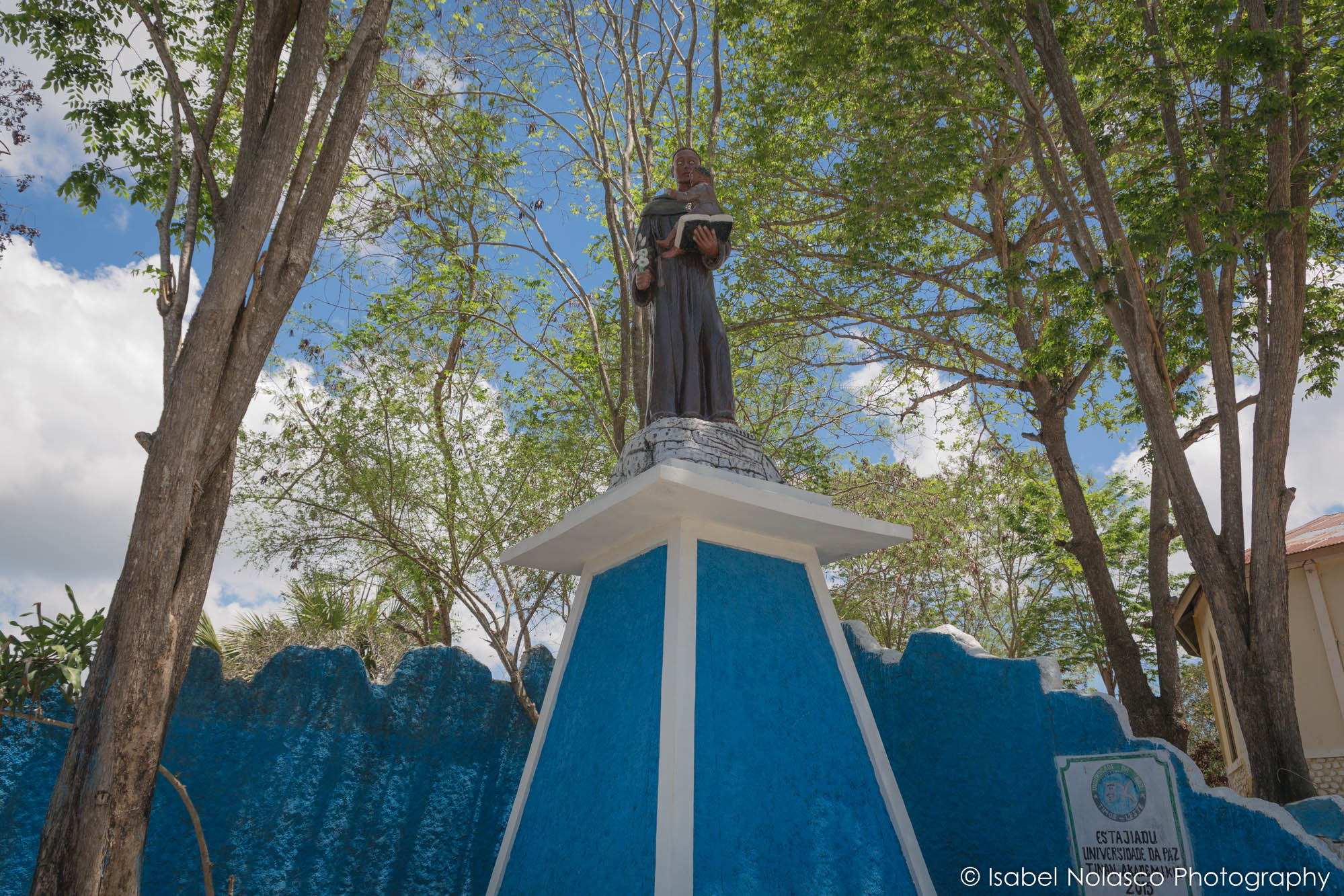
Antoniusstatue in Balibo (Osttimor)

Der Heilige ist Schutzpatron der Städte Padua, Lissabon, Fatima, Carboneras, Paderborn, Hildesheim und Menden (Sauerland) sowie der Bäcker, Schweinehirten, Bergleute, Reisenden und Sozialarbeiter. Er wird bei Unfruchtbarkeit, Fieber, Pest, Schiffbruch, Kriegsnöten, Viehkrankheiten und auch für das Wiederauffinden verlorener Gegenstände (daher der scherzhafte Beiname „Klüngelanton“ in Westfalen, „Schlampertoni“ in Bayern oder „Schussels Tünn“ im Rheinland) angerufen. Ebenso soll er bei der Partnersuche helfen, wozu z. B. Single-Wallfahrten nach Padua angeboten werden. Dies wurde auch in mehreren TV-Produktionen thematisiert. Zudem soll er zu einer guten Geburt, zum Altwerden, zu einer guten Ernte und zum reichen Pilzfund (Pilzgruß: »Antonius behüt’«) verhelfen. Er gilt auch als Schutzheiliger der Frauen und Kinder, der Liebenden, der Ehe, der Pferde und Esel. Besonders bekannt ist sein Patronat über die Armen (unter dem Namen Antoniusbrot werden Spenden für Notleidende gesammelt).

## Gedenktag

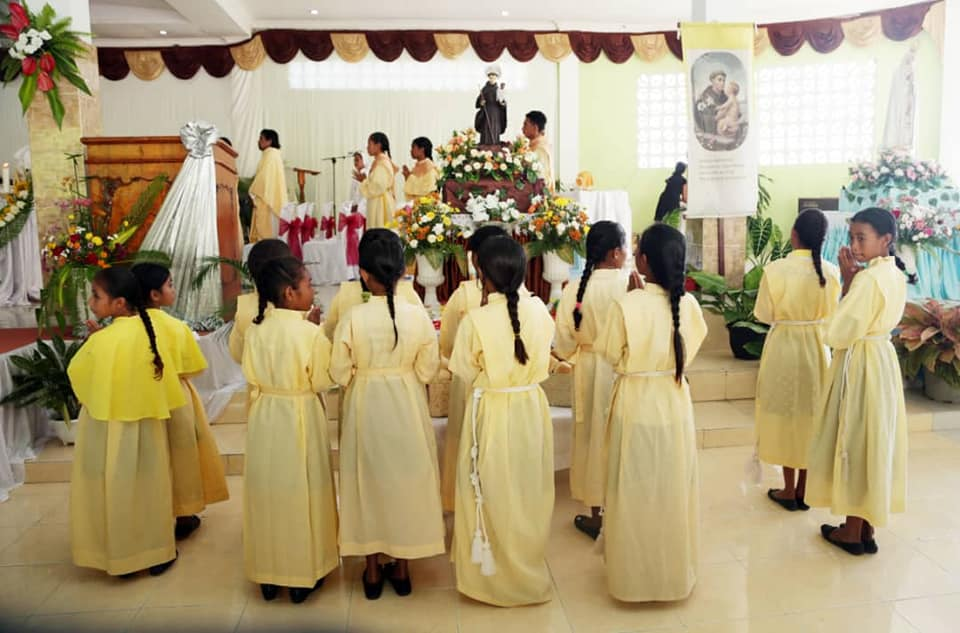
Verehrung des hl. Antonius in Manatuto (Osttimor)

Der Gedenktag des Heiligen in der Liturgie der katholischen Kirche ist der 13. Juni. Es handelt sich dabei um einen gebotenen Gedenktag im römischen Generalkalender.
Am 13. Juni findet jährlich im osttimoresischen Manatuto, vor der Kirche Santo António de Manatuto das Festa do Coronel Santo Antonio zu Ehren des Heiligen statt. Männer verkleiden sich als Vogelscheuchen mit einfachen Masken und tragen Gewänder, die mit Stroh ausstaffiert sind. Teil des Festes sind auch Reiterspiele mit prächtig geschmückten Timor-Ponys. Außerdem treten Moradores und Schulkapellen auf.
Auch in Portugal finden traditionell dem Antonius gewidmete Stadtfeste und Umzüge statt. Insbesondere die Feste in Lissabon zu Ehren ihres Stadtpatrons und Sohn der Stadt sind zu nennen: alljährlich in der Nacht zum 13. Juni finden dazu große, teils Karnevals-ähnliche Umzügen auf großen Alleen wie der Avenida da Liberdade statt, aber auch Straßenfeiern in den Gassen der Altstadtviertel, insbesondere der Alfama.

## Ikonografische Heiligenattribute
Der hl. Antonius wird im Habit eines Franziskaners und meist mit dem, häufig auf einem Buch sitzenden, Jesuskind auf dem Arm und einer Lilie in der linken Hand dargestellt. Diese ikonografischen Attribute sind allerdings erst seit dem 15. Jahrhundert bekannt. Frühestes Attribut des Heiligen ist das Buch, Mitte des 14. Jahrhunderts kam eine Flamme in der Hand hinzu. Die bekanntesten Attribute des heiligen Antonius sind das Jesuskind, das auf eine Vision des Heiligen zurückgeht, und die weiße Lilie als Sinnbild der Jungfräulichkeit. Die Darstellung mit dem Kind geht auf eine erstmals 1350 belegte Vision des Heiligen zurück. Ikonographisch ist dieses Motiv erst ab 1500 nachweisbar. Die wohl älteste erhaltene Darstellung des Antonius ist ein von Giotto stammendes Fresko in der dem Heiligen gewidmeten Kirche in Padua.

## Bauernregel
Die Bauernregeln des Gedenktags lauten:
- „Wenn Sankt Anton gut Wetter lacht, Sankt Peter (29. Juni) viel ins Wasser macht.“
- „Regnet’s am Antoniustag, wird’s Wetter später, wie es mag.“

## Rezeption in der Kunst
Das Motiv der Fischpredigt wird in der von Achim von Arnim und Clemens Brentano zusammengestellten Volksliedsammlung Des Knaben Wunderhorn in dem Volkslied Des Antonius von Padua Fischpredigt aufgegriffen und parodiert. Zwar zeigen sich die Fische als Zuhörer begeistert, bekehren sich aber trotzdem nicht:
Antonius zur Predig [sic!]

Die Kirche findt ledig

Er geht zu den Flüssen

und predigt den Fischen […]

Die Krebs gehn zurücke,

Die Stockfisch bleiben dicke,

Die Karpfen viel fressen,

Die Predig vergessen.

Die Predig hat gfallen,

Sie bleiben wie alle.
Gustav Mahler vertonte Des Antonius von Padua Fischpredigt in seinen Liedern aus Des Knaben Wunderhorn. Im dritten Satz seiner zweiten Sinfonie griff er das musikalische Material des Liedes erneut auf.
Wilhelm Busch schrieb 1870 die Bildergeschichte Der heilige Antonius von Padua, in der er jedoch hauptsächlich Motive aus dem Leben des hl. Antonius des Großen verwendet, etwa die Versuchung des hl. Antonius in der Wüste, oder dessen ikonographisches Heiligenattribut, das Schwein. Der heilige Antonius von Padua führte zu einer Anklage der Staatsanwaltschaft Offenburg und blieb in Österreich bis 1902 verboten.
Im Jahr 1931 entstand der italienische Spielfilm Antonio di Padova, Il santo dei miracoli (Regie: Giulio Antamoro) mit Carlo Pinzauti als Antonius von Padua. Daneben entstand im Jahr 1949, ebenfalls in Italien, der Spielfilm Antonius von Padua (Antonio di Padova, Regie: Pietro Francisci) mit Aldo Fiorelli in der Hauptrolle.
Felix Timmermans ehrte den Heiligen Antonius mit seiner Erzählung Der Heilige der kleinen Dinge.
Michael Köhlmeier veröffentlichte 2017 die Novelle Der Mann, der Verlorenes wiederfindet über Antonius von Padua.